# MuseumsQuartier
Il MuseumsQuartier (Quartiere dei Musei), o MQ, è un complesso museale di Vienna.
Situato nel distretto di Neubau, occupa un'area di 60.000 m² e contiene al suo interno edifici barocchi e di architettura moderna. Costituisce uno dei dieci complessi dedicati all'arte più grandi del mondo. 

## Storia
Originariamente era il complesso delle scuderie di corte, destinato ad ospitare fino a 600 cavalli e 200 carrozze. Il progetto dell'edificio venne affidato nel 1713 dall'imperatore Carlo VI all'architetto Johann Bernhard Fischer von Erlach. Dopo il decesso di quest'ultimo, avvenuto nel 1723, il progetto venne portato alla sua completa esecuzione dal figlio Joseph Emanuel nel 1725.
Tuttavia il progetto originario non venne realizzato appieno. Fischer senior aveva fra l'altro previsto anche una monumentale "piscina" per cavalli e un anfiteatro per esibizioni di caroselli. Ciò nonostante si trattava di una delle più grandi scuderie d'Europa. Nelle sue famose Briefe eines Eipeldauers an seinen Herrn Vetter in Kakran über d'Wienstadt di fine del XVIII secolo, il poeta austriaco Joseph Richter scrive meravigliato che «...nella residenza ove stanno i cavalli dell'imperatore essi sono meglio alloggiati dell'imperatore stesso».
Durante le guerre napoleoniche vi furono numerose distruzioni (i francesi sotto attacco avevano posto qui la sede della loro difesa e venivano bombardati dalla città). In seguito furono elaborati precisi progetti per una ricostruzione delle scuderie, che presero forma concreta nel 1829. Anche durante la rivoluzione del 1848 vi furono numerose devastazioni e conseguenti restauri, finché nel 1850 il capomastro di corte Leopold Mayer costruì il maneggio in stile neobarocco. Già ai tempi della Monarchia asburgica vi erano stati dei ripensamenti sull'opportunità di ridurne le dimensioni e costruirvi accanto un altro edificio monumentale. Tuttavia i progetti di Gottfried Semper, sviluppati in tal senso, non vennero mai concretizzati. 
Dopo la fine della prima guerra mondiale e il crollo dell'Impero austro-ungarico le scuderie persero il loro scopo originario e gran parte del fabbricato venne dismessa.
Nel 1921 l'area venne inizialmente destinata ad ospitare fiere e mostre e conseguentemente i fabbricati ristrutturati e rinominati. 
Dietro il maneggio invernale fu eretta una grossa sala. Tra il 1940 e il 1945 palazzo della fiera ebbero luogo numero manifestazioni propagandistiche del regime nazista. Nel 1946 riprese la funzione fieristica del complesso. 
Negli anni ottanta vi furono svariati dibattiti sulla destinazione migliore per il complesso e dal 1986 prese corpo l'idea di farne sede di musei. Seguirono numerose polemiche a proposito dei progetti proposti per la ristrutturazione, finché nel 1998 ebbero inizio i lavori, che si conclusero nel 2001 e il 29 giugno di quell'anno il complesso museale venne aperto.
Il complesso è per il 75% di proprietà del Governo federale austriaco e per il restante 25% del Comune di Vienna.

## Il museo
All'interno del complesso si trovano i seguenti musei:
- Architekturzentrum Wien, museo di architettura
- Leopold Museum, dove è esposta la collezione Rudolf Leopold
- Kunsthalle Wien, galleria d'arte
- Museum Moderner Kunst Stiftung Ludwig Wien (MUMOK), museo di arte moderna e contemporanea
- ZOOM Kindermuseum, museo per bambini

Il MuseumsQuartier ospita anche il Tanzquartier Wien, dove si svolgono spettacoli di danza e musica.

## Galleria d'immagini

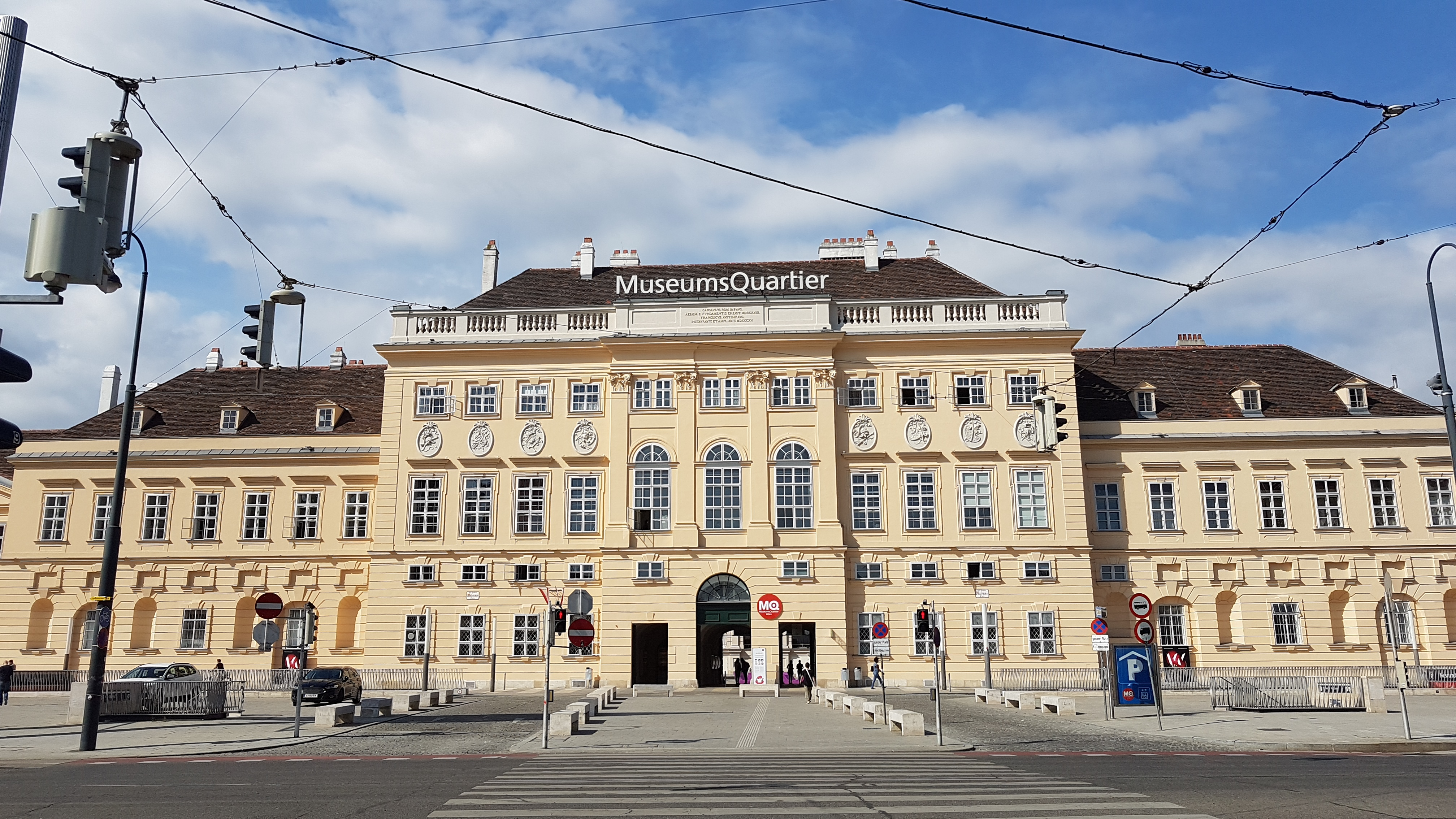
L'ingresso principale della MQ
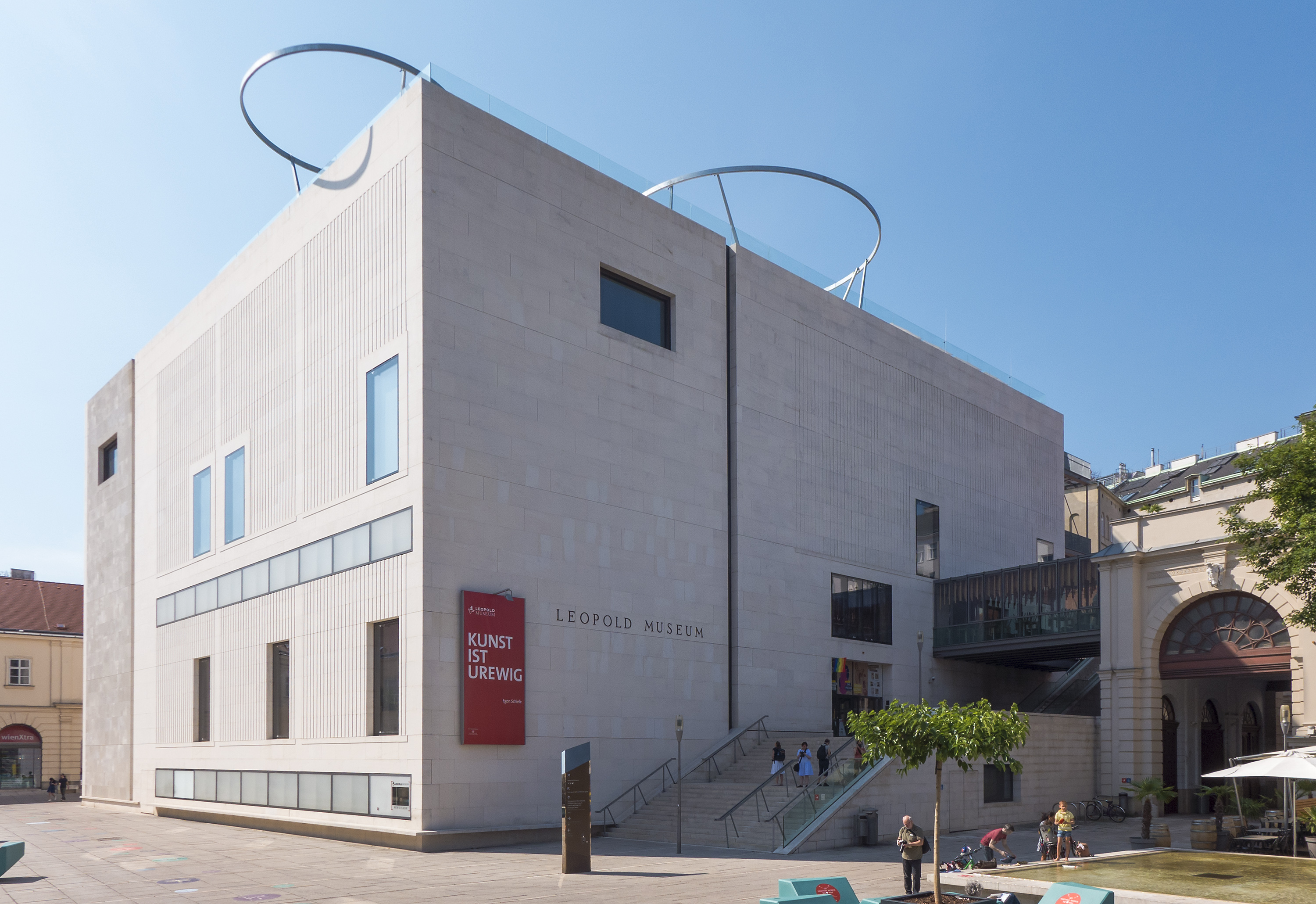
Il Leopold Museum
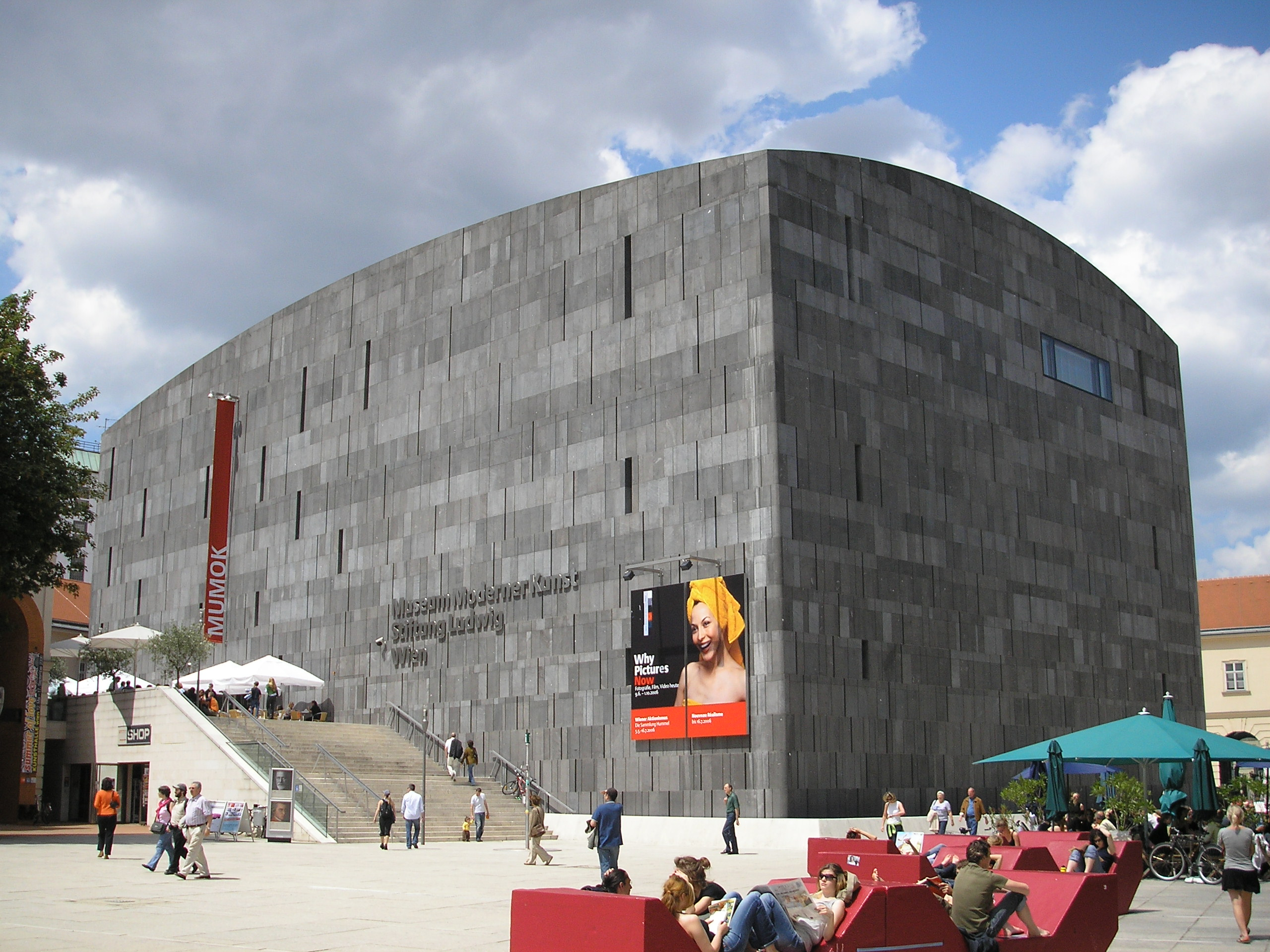
Il MUMOK Vienna
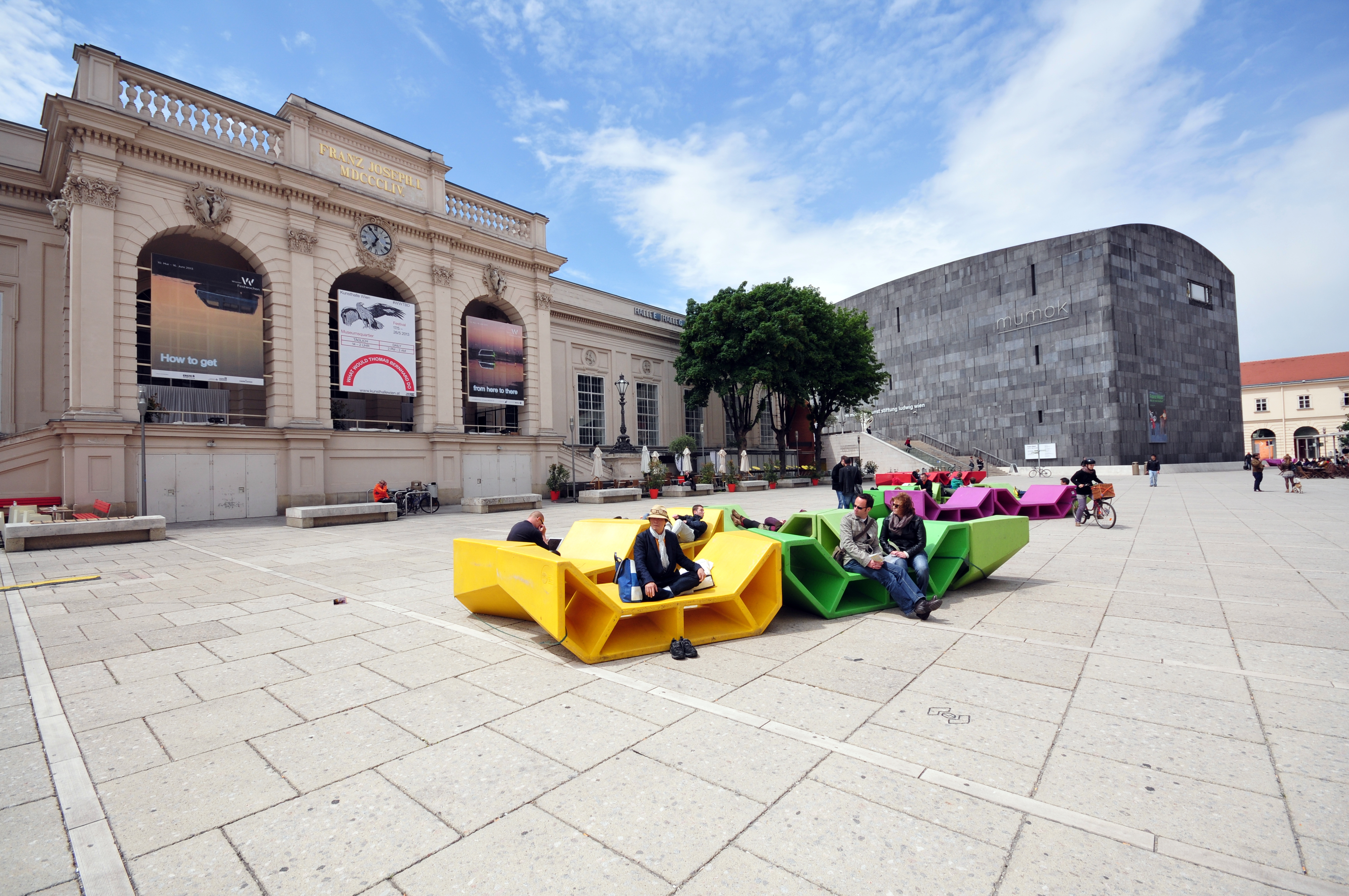
Il cortile principale con panchine "Enzi"
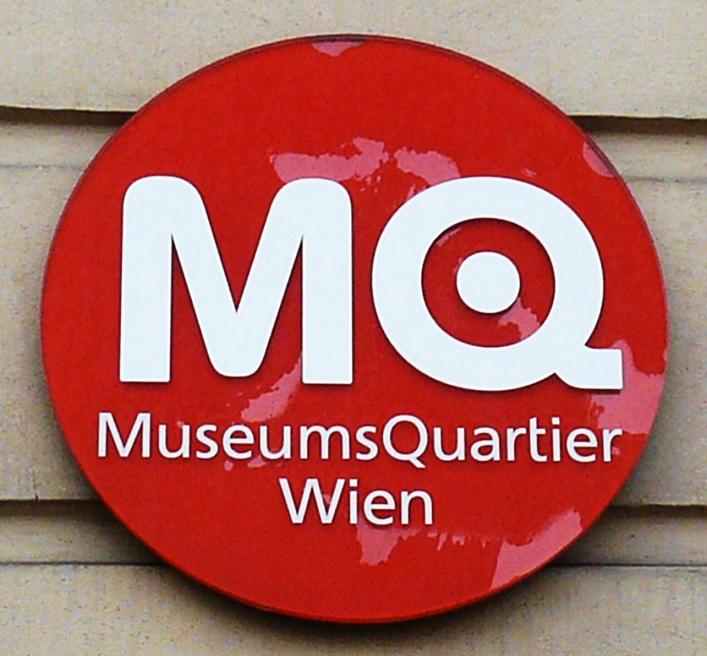
Il logo MQ